# Živko Budimir
Živko Budimir (ur. 20 listopada 1962 w Virze) – polityk bośniacki, narodowości chorwackiej, żołnierz. Członek Chorwackiej Partii Praw Bośni i Hercegowiny od 2008. prezydent Federacji Bośni i Hercegowiny, jednej z dwóch autonomicznych części Bośni i Hercegowiny od 17 marca 2011 do 9 lutego 2015.
W związku z podejrzeniami o łapówkarstwo i ułaskawianie przestępców, 28 kwietnia 2013 Budimir został objęty aresztem tymczasowym na okres miesiąca.